# Huang
Huang is een veelvoorkomende Chinese achternaam en staat op de zesennegentigste plaats van de Baijiaxing. In Chinese dialecten in Zuidoost-Azië wordt het soms geromaniseerd in Ooi, Oi, Oei, Uy, Wee, Bong, Ong, Ung of Ng.
- Koreaans: 황/Hwang
- Japans: こう (kō), おう (ō), き (ki)
- Vietnamees: Hoàng/Hoo-ang, Huỳnh/Hoe-jenj

## Nederland
De Nederlandse Familienamenbank geeft de volgende statistieken weer:
| familienaam | aantal in 1947 | aantal in 2007 |
| ----------- | -------------- | -------------- |
| Huang       | 5              | 689            |
| Hwang       | 2              | 11             |
| Wong        | 53             | 2650           |
| Hoang       | 0              | 314            |
| Huynh       | 0              | 512            |
|             | totaal: 60     | totaal: 4176   |

Deze statistieken kunnen fouten bevatten, omdat er bij de telling niet rekening is gehouden met de Chinese schrijfwijze, waardoor het mogelijk is een andere familienaam dan 黃 te betreffen.

## Citang
Verschillende citangs in Volksrepubliek China, waar ze de voorouders van de Huangs eren.
- Jiangxia 江夏堂
- Ziyun 紫云堂
- Kuanhe 宽和堂
- Sijing 思敬堂
- Yidun 逸敦堂
- Dunmu 敦睦堂
- Chichang 炽昌堂

## Bekende personen met de naam Huang of Wong
- Tiffany Hwang (Hwang Mi-Young), Koreaans zangeres van Amerikaanse komaf en lid van Girls' Generation
- Huang Zunxian, Chinees diplomaat en etc.
- Wong Fei Hung, Kungfumeester uit Foshan
- Wong Choong Hann
- Huang Daxian/Wong Tai Sin, Chinese, daoïstische god
- Anthony Wong 黃秋生
- Dayo Wong 黃子華, Hongkongse comedian en acteur
- Christopher Wong 黃凱芹, Amerikaanse rapper van Chinese afkomst
- Raymond K. Wong 黄健, Amerikaanse schrijver van Chinese afkomst
- Tony Wong 黃志華, Canadese politicus van Chinese afkomst
- Wesley Wong
- Anna May Wong
- Jinhong Huang, Nederlandse presentator van Chinese afkomst
- Huang Chun-ming
- Huang Ju
- Dennis Hwang
- Hwang Young-cho
- Huang Huahua 黄华华, gouverneur van de Chinese provincie Guangdong (Guangdong)
- Russell Wong, Amerikaanse acteur van Chinese afkomst
- Oei Hong Kian, schrijver van onder andere: Kind van het land. Peranakan-Chinezen in drie culturen
- Sylvia Huang, Belgisch violiste